# Mitsubishi Motors
Mitsubishi Motors Corporation ( Mitsubishi Jidōsha Kōgyō Kabushiki kaisha) (TYO: 7211
) er en multinational bilfabrikant med hovedsæde i Minato, Tokyo, Japan. I 2010 var det Japans 6. største bilproducent og den 16. største i verden, målt på produktion. Mitsubishi Motors var oprindeligt en del af af Mitsubishi keiretsu, tidligere den største industrikoncern i Japan.
I oktober 2016 blev aktiemajoriteten i firmaet opkøbt af Nissan og bilmærket Mitsubishi er herefter en del af Renault-Nissan alliancen.

## Historie
Historien om selskabet går tilbage til 1870 og stiftelsen af transportselskabet Tsukumo Shokai.  Mitsubishi Heavy Industries, som kan spores tilbage til dette selskab, lancerede sin Model A i 1917.  Mitsubishi Motors blev skabt i 1970, da Mitsubishi Heavy Industries' bildivision blev fraspaltet. Mitsubishi Motors blev reorganiseret i 2003 og specialiserer sig i personbiler.

## Modeller
- Mitsubishi Canter
- Mitsubishi Carisma (1995-2004)
- Mitsubishi Colt (1965-)
- Mitsubishi Delica (1968-)
- Mitsubishi Eclipse (1989-)
- Mitsubishi Galant (1969-)
- Mitsubishi Grandis
- Mitsubishi Lancer (1973-)
- Mitsubishi Lancer Evolution (1992-)
- Mitsubishi L200 (1987-)
- Mitsubishi L300
- Mitsubishi L400
- Mitsubishi Outlander (2003-)
- Mitsubishi Pajero (1982-)
- Mitsubishi Space Runner (1991-2002)
- Mitsubishi Space Star (1998-2005)
- Mitsubishi Space Wagon (1983-2004)
- Mitsubishi Sigma
- Mitsubishi Starion (1982-1990)
- Mitsubishi 3000 GT